# Alba Spugnini
Alba Chiara Spugnini Santomé (n. 30 iunie 2000, în Arona) este o handbalistă din Spania care evoluează pe postul de pivot pentru clubul românesc CS Minaur Baia Mare și echipa națională a Spaniei. Anterior, ea a evoluat pentru echipa spaniolă Rocasa Gran Canaria.
Spugnini a evoluat pentru naționala de handbal feminin a Spaniei la Campionatul European din Slovenia, Macedonia și Muntenegru 2022.
Alba Spugnini este medaliată cu aur la Jocurile Mediteraneene din 2022 desfășurate la Oran. În 2022, ea a câștigat, cu Rocasa Gran Canaria, ediția 2021-22 a Cupei Europene, competiția care a înlocuit Cupa Challenge.
În martie 2023 s-a anunțat că din vara lui 2023 Alba Spugnini va juca pentru echipa românească CS Minaur Baia Mare.

## Palmares
- Jocurile Mediteraneene
  -  Câștigătoare: 2022

- Liga Campionilor:
  - Calificări: 2020

- Liga Europeană:
  - Turul 3: 2023

- Cupa EHF:
  - Turul 3: 2020

- Cupa Europeană:
  -  Câștigătoare: 2022
  - Sfertfinalistă: 2021

- Campionatul Spaniei:
  -  Medalie de bronz: 2021, 2022

- Supercupa Spaniei:
  -  Câștigătoare: 2019